# Электроника ИМ-26
Электроника ИМ-26 — электронная игра из серии советских портативных электронных игр с жидкокристаллическим экраном, производимых под торговой маркой Электроника. Электроника ИМ-26 стала первой и единственной игрой серии имеющей возможность смены пользователем дисплеев-картриджей.
В комплекте было всего пять известных видов картриджей для игры:
- Ну, погоди! (Электроника ИМ-02)
- Весёлые футболисты (Электроника ИМ-22)
- Автослалом (Электроника ИМ-23)
- Хоккей (Электроника ИМ-10)
- Кот-Рыболов (Электроника ИМ-32)

По своему дизайну устройство было похоже на Digi Casse фирмы Bandai, выпущенного в 1983 году.

## Фотографии

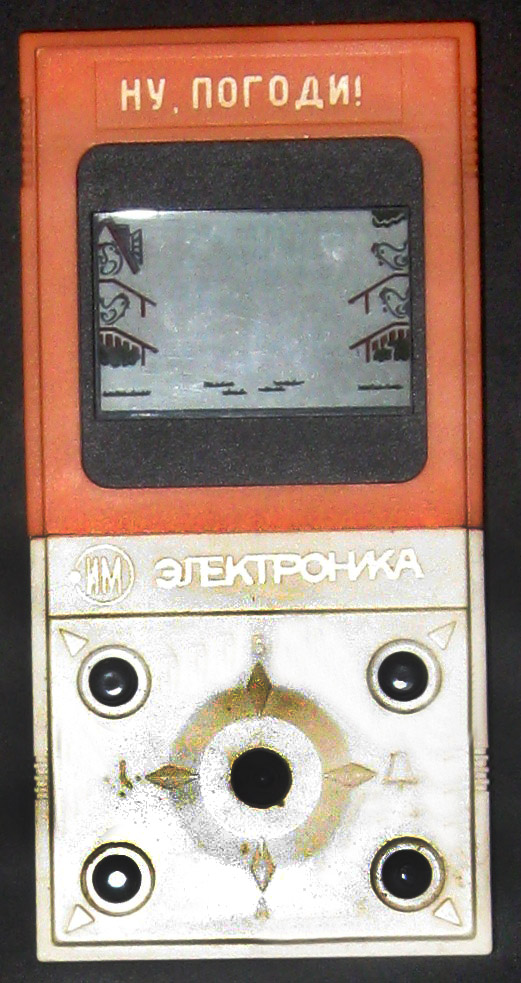
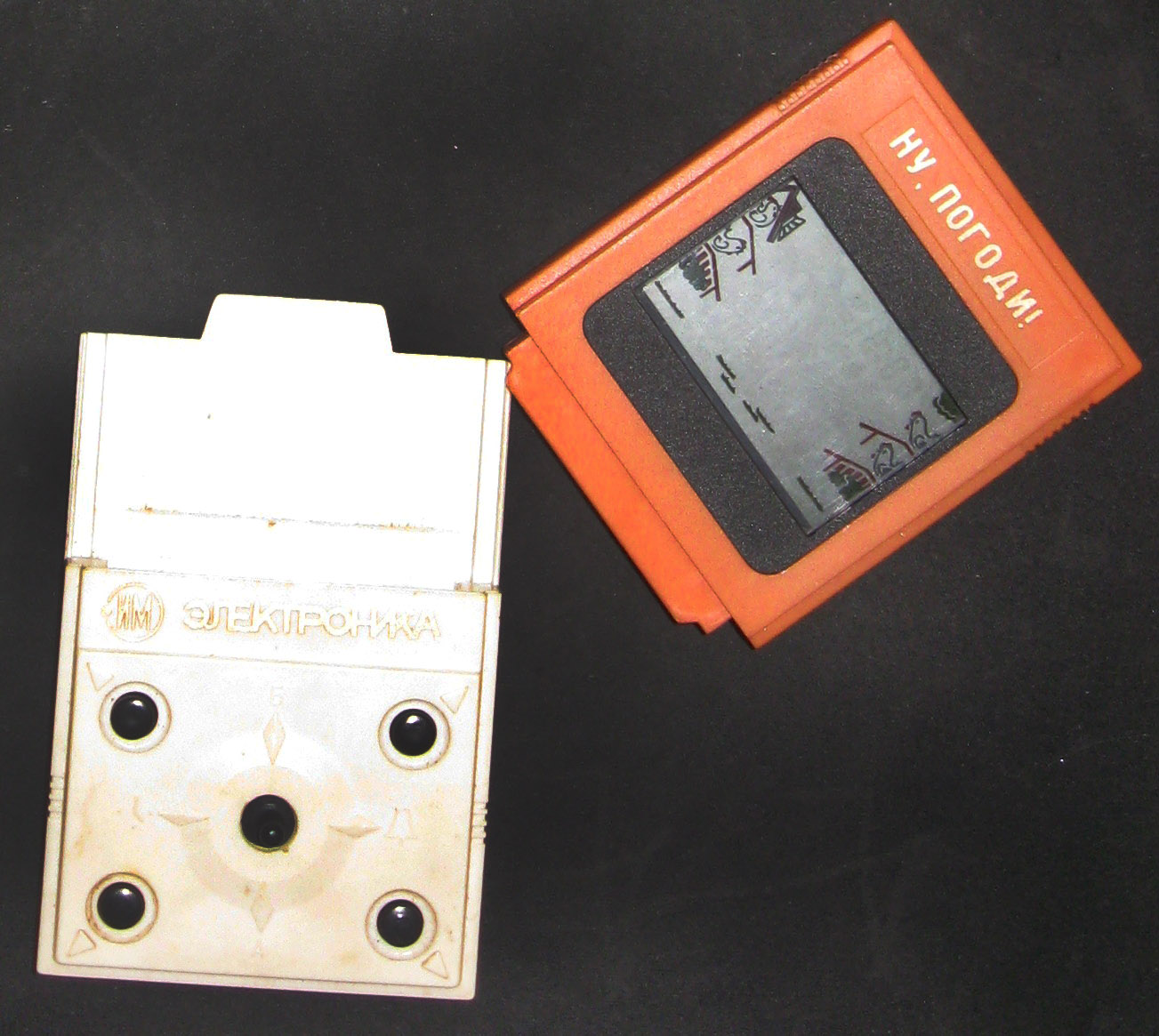